# 라피딘 압둘라
라피딘 압둘라(Rafidine Abdullah, 1994년 1월 15일, 마르세유 ~)는 코모로의 축구 선수로, 현재 스위스의 스타드 로잔-우시 소속이다. 그는 주로 미드필더로 활약하며, 공격이나 수비에 모두 능하다. 압둘라는 프랑스 유소년 축구 국가대표팀 일원으로 U-18 국가대표팀으로 출전한 경험이 있다. 2011-12 시즌, 디디에 데샹 감독 하에 1군 훈련을 받은 그는, 그 다음 시즌, 엘리 보 신임 감독에 의해 1군으로 정식 승격되었고, 등번호 13번을 부여받았다. 2012년 8월 9일, 그는 터키 클럽 에스키셰히르스포르와의 UEFA 유로파리그 2012-13 예선 3라운드 2차전에서 1군 데뷔전을 치루었다.

## 통계

### 클럽
2013년 6월 26일 기준
| 클럽                 | 시즌      | 리그 | 리그 | 컵   | 컵   | 유럽대항전 | 유럽대항전 | 합계 | 합계 |
| 클럽                 | 시즌      | 출전 | 득점 | 출전 | 득점 | 출전       | 득점       | 출전 | 득점 |
| -------------------- | --------- | ---- | ---- | ---- | ---- | ---------- | ---------- | ---- | ---- |
| 올랭피크 드 마르세유 | 2012–13   | 15   | 0    | 2    | 0    | 6          | 0          | 23   | 0    |
| 올랭피크 드 마르세유 | 2013–14   | 0    | 0    | 0    | 0    | 0          | 0          | 0    | 0    |
| 합계                 | 합계      | 15   | 0    | 2    | 0    | 6          | 0          | 23   | 0    |
| 경력 합계            | 경력 합계 | 15   | 0    | 2    | 0    | 6          | 0          | 23   | 0    |

## 참조
1. ↑  쿠프 드 프랑스, 쿠프 드 라 리그, 트로페 데 샹피옹 포함
2. ↑  UEFA 슈퍼컵 포함